# Tervola (stacja kolejowa)
Tervola (fiń. Tervolan rautatieasema) – stacja kolejowa w Tervola, w regionie Laponia, w Finlandii. Znajduje się odległość 900,5 km od głównego dworca w Helsinkach. Stacja została otwarta 16 października 1909.
Tervola jest obsługiwana przez wszystkie pociągi pasażerskie, a transport towarowy nie jest prowadzony. Funkcje sterowania ruchem są obsługiwane przez nastawnię w Oulu. 

## Linie kolejowe
- Laurila – Kelloselkä